# Krzyż Zasługi Wojskowej (Hiszpania)
Krzyż Zasługi Wojskowej (hiszp. Cruz del Mérito Militar) – odznaczenie wojskowe Królestwa Hiszpanii, przyznawane za czyny waleczności i zasługi podczas wojny lub pokoju. Nadawany członkom sił zbrojnych, Gwardii Cywilnej oraz osobom cywilnym.

## Historia i nadawanie
Ustanowiony 3 sierpnia 1864 roku przez Izabelę II jako Order Zasługi Wojskowej (hiszp. Orden del Mérito Militar) i wielokrotnie modyfikowany (w 1918, 1926, 1931, 1938, 1942, 1976, 1995, 2003 i 2007 roku). Podczas wojny domowej uznawany przez obie strony konfliktu. Nadawany poprzednio w czterech klasach, w 1995 roku utracił status orderu, liczbę klas zredukowano do dwóch, zaś liczba odmian została zwiększona do czterech.
Zgodnie z obecnym statutem, odznaczenie jest nadawane w następujących klasach:
- Krzyż Wielki – generałom, admirałom oraz osobom cywilnym o analogcznym statusie;
- Krzyż – pozostałym oficerom, podoficerom, żołnierzom oraz osobom cywilnym.

Odmiany odznaczenia są następujące:
- Z Odznaką Czerwoną (con distintivo rojo) – za czyny waleczności i zasługi podczas konfliktu zbrojnego lub operacji z użyciem sił zbrojnych; od 2007 roku może być nadany żołnierzowi za waleczność lub zasługi podczas misji zagranicznych lub żołnierzowi poległemu podczas pełnienia takiej misji;
- Z Odznaką Niebieską (con distintivo azul) – za zasługi lub służbę w ramach operacji z mandatu ONZ lub innych organizacji międzynarodowych;
- Z Odznaką Żółtą (con distintivo amarillo) – za zasługi lub służbę w warunkach dużego ryzyka, a także osobom, które zostały ranne lub poległy podczas służby w takich warunkach;
- Z Odznaką Białą (con distintivo blanco) – za pozostałe zasługi w służbie wojskowej.

Możliwe są wielokrotne nadania w każdej klasie i odmianie.

## Insygnia
Odznaczenie posiada kształt złotego krzyża greckiego pokrytego czerwoną emalią w odmianie z Odznaką Czerwoną, zaś emalią białą w pozostałych odmianach. Oznaki odmian z Odznaką Niebieską oraz Odznaką Żółtą posiadają dodatkowo belki odpowiedniej barwy w poprzek ramion bocznych oraz dolnego. Górne ramię wieńczy królewska korona pod którą znajduje się prostokątna tabliczka na której wygrawerowana jest data otrzymania odznaczenia. Na okrągłej tarczy środkowej umieszczone są herby Kastylii, Leonu, Aragonii, Nawarry i Granady (do 2003 roku znajdowały się tam tylko naprzemiennie rozmieszczone herby Kastylii i Leonu); pośrodku, w owalnej niebieskiej tarczy znajduje się lilie dynastii Burbonów. Na rewersie znajdują się litery "MM" (Mérito Militar) na czerwonym tle. Krzyż jest noszony na wstążce na lewej stronie piersi. Kolejne nadania oznacza się za pomocą okuć z datą otrzymania na wstążce.
Oznaka Wielkiego Krzyża ma taki sam kształt, lecz jest noszona na wstędze przełożonej przez prawe ramię.
Gwiazda noszona dodatkowo w klasie Wielkiego Krzyża jest złota, o ośmiu pękach promieni, z nałożonym krzyżem. Obecnie pomiędzy ramionami krzyża znajdują się naprzemiennie umieszczone wieża (Kastylia) oraz lew (Leon).
| Krzyż Wielki z Odznaką Czerwoną | Krzyż Wielki z Odznaką Niebieską | Krzyż Wielki z Odznaką Żółtą | Krzyż Wielki z Odznaką Białą |
| Krzyż z Odznaką Czerwoną        | Krzyż z Odznaką Niebieską        | Krzyż z Odznaką Żółtą        | Krzyż z Odznaką Białą        |

## Baretki
| Krzyż Wielki z Odznaką Czerwoną | Krzyż Wielki z Odznaką Niebieską | Krzyż Wielki z Odznaką Żółtą | Krzyż Wielki z Odznaką Białą |
| Krzyż z Odznaką Czerwoną        | Krzyż z Odznaką Niebieską        | Krzyż z Odznaką Żółtą        | Krzyż z Odznaką Białą        |